# Чатсворт (Айова)
Чатсворт (англ. Chatsworth) — місто (англ. city) в США, в окрузі Сіу штату Айова. Населення — 75 осіб (2020).

## Географія
Чатсворт розташований за координатами 42°54′59″ пн. ш. 96°30′52″ зх. д. / 42.91639° пн. ш. 96.51444° зх. д. (42.916316, -96.514451).  За даними Бюро перепису населення США в 2010 році місто мало площу 1,28 км², уся площа — суходіл.

## Демографія
Згідно з переписом 2010 року, у місті мешкало 79 осіб у 31 домогосподарстві у складі 21 родини. Густота населення становила 62 особи/км².  Було 41 помешкання (32/км²).
Расовий склад населення:
| - 98,7 % — білих - 1,3 % — осіб інших рас |

До двох чи більше рас належало 0,0 %. Частка іспаномовних становила 1,3 % від усіх жителів.
За віковим діапазоном населення розподілялося таким чином: 25,3 % — особи молодші 18 років, 63,3 % — особи у віці 18—64 років, 11,4 % — особи у віці 65 років та старші. Медіана віку мешканця становила 41,8 року. На 100 осіб жіночої статі у місті припадало 125,7 чоловіків;  на 100 жінок у віці від 18 років та старших — 126,9 чоловіків також старших 18 років.
За межею бідності перебувало 10,1 % осіб, у тому числі 0,0 % дітей у віці до 18 років та 9,1 % осіб у віці 65 років та старших.
Цивільне працевлаштоване населення становило 36 осіб. Основні галузі зайнятості: освіта, охорона здоров'я та соціальна допомога — 27,8 %, виробництво — 19,4 %, будівництво — 19,4 %.